# グリューネンタール
グリューネンタール(Grünenthal GmbH)は、ドイツの製薬会社。本社はアーヘン。
1946年、"Chemie Grünenthal GmbH"の社名で、シュトルベルクで創業した。世界で最初に、睡眠薬としてサリドマイドの販売を開始した企業である。1957年、当時の西ドイツでサリドマイドが成分である睡眠薬「コンテルガン」を発売した。
これ以前にスイスのチバ製薬（現:ノバルティス）によりサリドマイドは合成はされていたが、薬効が見つからず、発売するには至っていなかった。その後、欧米を中心に各国で睡眠薬として販売された。翌年日本でも大日本製薬（現:大日本住友製薬）より睡眠薬として「イソミン」の名前で発売された。
1961年に西ドイツで、コンテルガンと四肢の奇形の因果関係が指摘され始め市場から回収せざるを得なくなり、世界規模でサリドマイド薬害を引き起こした悪名高き原因企業として扱われたが、現在も会社は存続している。

## 参考
1. ↑  サリドマイド薬害初めて謝罪 (NHKニュース)2012年9月2日
2. ↑  サリドマイド薬害の原因「イソミン」販売開始